# Lene Falck
Lene Falck (født 30. september 1955) er en dansk skuespillerinde.
Falck er uddannet fra Skuespillerskolen ved Odense Teater i 1978, og fik sit folkelige gennembrud i tv-serien Landsbyen. Hun har dog primært været beskæftiget ved teatret, bl.a. på Aalborg Teater, Det Kongelige Teater og Grønnegårds Teatret, som hun var med til at stifte i 1982.
I 1990 modtog Lene Falck Preben Nedergaards Hæderslegat.

## Filmografi
- Brand i bordellet (1980)
- Landsbyen (1991-1996)
- Kun en pige (1995)
- Ørnen (2004)